# Normenklarheit
Normenklarheit ist eine Geltungsvoraussetzung für Rechtsnormen.

## Begriff und Bedeutung
1. Das Gebot der Normenklarheit löst die Verpflichtung des mit öffentlicher Rechtsetzungsmacht ausgestatteten Normgebers aus, seine Rechtsvorschriften so zu formulieren und zu gestalten, dass der Einzelne, ob von der jeweiligen Rechtsvorschrift begünstigt oder belastet, die aus seiner Normunterworfenheit sich ergebende Rechtslage so konkret erkennen kann, dass er sein Verhalten daran auszurichten vermag (BVerfG 29.11. 2023 - 2 BvF 1/21 - Rn. 81). Es ist – als Geltungsvoraussetzung für Rechtsnormen – begründet im Fundamentalprinzip der Rechtsstaatlichkeit (Art. 20 Abs. 3 GG) und dem daraus abgeleiteten Grundsatz der Rechtssicherheit. Mit Anforderungen an die inhaltliche Klarheit von Rechtsvorschriften, deren Zielsetzung und Kenntlichmachung der Grenzen, innerhalb derer durch die Norm Recht gesetzt ist, sorgt das Gebot für die Operabilität des Rechtstaats- und des Demokratieprinzips und hegt die Normsetzungsgewalt des Gesetzgebers ein. Die disziplinierte Gesetzgebung bewirkt gleichzeitig den Schutz des betroffenen Einzelnen vor Eingriffen in seine Freiheitsrechte und die Gewährung effektiven gerichtlichen Rechtsschutzes (BVerfG 28. 09.2022- 1 BvR 2354/13 - Rn. 112).
2. Der Akzent der Normenklarheit liegt auf inhaltlicher Verständlichkeit und also Erkennbarkeit der Regelung und ihres Inhalts (BVerfG 08.10.2024 - 1 BvR 1743/16 -, Rn. 153 ; BVerfG 01.10.2024 - 1 BvR 1160/19 -, Rn. 94, EuGH 22.02.2022 C‑160/20 Stichting Rookpreventie Jeugd Rn. 41 (45), EuGH 30.04. 2025 ‑ C‑278/24 Genzyński – Rn. 93, EuGH 10.09.2024 - C‑351/22 Neves 77 Solutions – Rn. 102, VerfGH Sachsen 12. Juni 2025 - 13-II-21 (HS) - Seite 52 ff.). 
Dabei kommt es grundsätzlich auf den Horizont des (durchschnittlichen) Normadressaten ohne Zuhilfenahme juristischer Fachkunde an. Dieser Ansatz zielt weniger auf die Formel „A legal theory has no merit unless it can be explained to a barkeeper. Or a barmaid“[1], sondern bezieht sich primär auf den üblichen Wissens- und Erkenntnishorizont der Normanwender und Normbetroffenen (BVerfG 29.11. 2023, Rn. 82). Daher ist dem Normgeber bei komplexer und komplizierter Rechtsmaterie, verhältnismäßig geringer Grundrechtsrelevanz und Adressierung an einen rechtskundigen Personenkreis die subtile Abfassung von Normtexten zu konzedieren, auch wenn es gedanklich anspruchsvoll ist, das Regelungswerk juristisch nachzuvollziehen.
3. Das Gebot der Normenklarheit gilt in der gesamten Rechtsordnung für staatliche Rechtsnormen und vornehmlich für die Gesetzgebung. Es gilt ebenso für Privatrechtsträger, die – wie Tarifvertragsparteien, Sozial- oder Betriebspartner oder Normierungsgremien – eine ihnen in staatlichen Rechtsvorschriften übertragene Rechtsetzungsmacht wahrnehmen.

Je intensiver der Eingriff in das grundrechtliche Schutzniveau ist, umso höher sind die Anforderungen an Normklarheit: Was grundsätzlich die Verfassungswidrigkeit der unklaren Gesetzesnorm und damit die dem BVerfG vorbehaltene Feststellung ihrer Nichtigkeit nach sich zieht. So sind im Strafrecht hohe Anforderungen an die Normenklarheit gestellt und mit Konsequenz belegt, dass die Nichtigkeit der unklaren Regelung nicht heilbar ist.
Ist ansonsten eine einzelne Bestimmung unklar und daher unwirksam, stellen aber die verbleibenden Vorschriften weiterhin eine sinnvolles und in sich geschlossenes Regelwerk dar, kann nach dem § 139 BGB zugrunde liegenden Rechtsgedanken dieser nicht von Normenunklarheit betroffene Teil bei einem erkennbaren Kontinuitätsinteresse „geltungserhaltend“ aufrechterhalten werden. Dem Normgeber bleibt unbenommen, in das ohne die unklare Norm aufrechterhaltene Regelwerk eine klare und bestimmte Vorschrift neu einzufügen.

## Auslegung und Rechtsfortbildung
Bei auslegungsbedürftigen Normen ist dem Gebot der Normenklarheit dadurch genügt, dass von der Norm aufgeworfene Auslegungsprobleme mit herkömmlichen juristischen Methoden – Wortlaut, Sinn und Zweck, Systematik, Entstehungsgeschichte – bewältigt werden können (BVerfG 28.11.2023 - 2 BvL 8/13 -, Rn. 118 f., BVerfG 14. 01.2025 - 1 BvR 548/22 - Rn. 110). Allerdings schließen diese Methoden eine gelegentliche verstandesmäßige Überforderung unter Normadressaten nicht aus. Auch einem juristisch Fachkundigen geben die klassischen Methoden nicht immer sicheren Aufschluss über das Auslegungsergebnis, wenn hiernach unterschiedliche Interpretationen möglich bleiben und aus den Normen eine von richterlicher Rechtsfortbildung oder unionsrechtskonformer Auslegung erzeugte Rechtswirkung nicht hinreichend erkennbar ist. So gelingt selbst höchstrichterlicher Fachgerichtsbarkeit mitunter nicht verlässlich die Erfassung von Unionsrecht und Einordnung von EuGH-Judikaten (z. B. BAG 07.08.2012 - 9 AZR 353/10 - Rn. 8, 14). Was den EuGH im Übrigen veranlasst, die nationalen Gerichte ggf. zur Abänderung auch einer gefestigten Rechtsprechung anzuhalten (z. B. EuGH 14.05.2019 - C‑55/18 CCOO - Rn. 70).
Vor diesem Hintergrund tritt, wenn diffizile Rechts- und Auslegungsfragen zu beantworten sind, das von der Normenklarheit prononcierte Kriterium der Verständlichkeit zurück und die vom Gebot der Normenbestimmtheit akzentuierte Verpflichtung des Normgebers zur hinreichend genauen und widerspruchsfreien Fixierung der Regelungsinhalte bleibt der wesentliche Prüfungsmaßstab (BVerfG 24. 07.2018 - 2 BvR 309/15 -, Rn. 77). Im Sinne der „Normenwahrheit“ gehört dazu die wahre und widerspruchsfreie Benennung des Regelungsziels (vgl. BVerfG 27. 09.2005 - 2 BvL 11/02 -, Rn. 40, BVerfG 13.09.2005 - 2 BvF 2/03 - Rn. 207, 255). In der rechtspraktischen Anwendung sind Normenklarheit und Normenbestimmtheit nahezu bedeutungsgleiche Rechtsbegriffe (BVerfG 29.11. 2023 - 2 BvF 1/21 - Rn. 81, abw. Meinung Rn. 3 ff.; ebenso in der Diktion des EuGH, z B. 10.09. 2009 - C‑201/08 Plantanol - Rn. 46).
Indem die klassischen Auslegungsmethoden auf Erkennbarkeit, Verständlichkeit und Voraussehbarkeit abheben, gerät eine Rechtsfortbildung, die die Grenzen der für die Normbetroffenen erkennbaren Parameter übertritt, zwangsläufig in Konflikt mit dem Postulat der Normenklarheit. Gleichwohl kann eine richterliche Rechtsfortbildung statthaft sein, wenn „Lücken des geschriebenen Rechts bestehen oder Wertungswidersprüche aufgelöst werden müssen …. Sie kann insbesondere zur Verwirklichung der verfassungsmäßigen Rechte des Einzelnen angezeigt sein …, darf aber nicht dazu führen, dass die Gerichte ihre eigene materielle Gerechtigkeitsvorstellung an die Stelle derjenigen des Gesetzgebers setzen“. Allein aus der Untätigkeit des Gesetzgebers darf der Richter aber nicht den Schluss ziehen, der Gesetzgeber habe unter Verzicht auf sein Gestaltungsprimat die Lösung eines Sachproblems der Rechtsprechung überantwortet und zur Rechtsfortbildung animieren wollen (BVerfG 28.11.2023 - 2 BvL 8/13 - Rn. 130/136).

## Publizität
Vorbedingung von Normenklarheit ist die allgemeine Zugänglichkeit des Erkenntnisobjektes, d. h. des Normwerks, und – im Falle der Verweisung – des in Bezug genommenen (normfremden) Regelwerkes. Das erfordert Publizität z. B. eines in Bezug genommenen Tarifvertrages oder des Regelwerks eines nichtstaatlichen Normungsgremiums. Die öffentliche Kundgabe staatlicher Akte, in erster Linie durch die Ausfertigung und die Verkündung von Rechtsnormen (Gesetze, Verordnungen, Satzungen), aber auch die mögliche Nutzung verbreiteter digitaler Kommunikationsdienste, verleiht die gebotene Orientierungssicherheit. Erschwernisse bei Textbeschaffungen (vgl. R. Frik,) Auffinden von Tarifverträgen, erscheinen, weil sie auf die retrograde Legitimation von Herrschaftswissen untergesetzlicher Normgeber und privilegierter Berufskreise hinauslaufen, angesichts von digital accessibility und knowledge-sharing verfassungsrechtlich kaum noch realitätsgerecht (in diesem Sinne EuGH 05.03.2024 - C‑588/21 P - Rn. 81 ff.; vgl. BVerfG 08.07.2021 - 1 BvR 2237/14 - Rn. 200).
Verweisungen auf andere Regelwerke, auch solche mit dynamischem Charakter, sind unter besonderen Voraussetzungen zulässig (vgl. Art. 80 Abs. 1 Satz 2 GG). Allerdings sind Verweisungsketten (-kaskaden) anfällig für das Unklarheitsverdikt (BVerfG 28.09.2022, Rn.112-115; vgl, Battes, Eherecht, S. 76 [§ 1318 BGB als unvorteilhafte „Verweisungsorgie“ medisierend])

## Normenklarheit und Europarecht
Das Gebot der Normenklarheit gewinnt besondere Brisanz bei der Transformation von Unionsrecht in nationales Recht.
Für das Europarecht betont der EuGH ebenfalls die herausragende Bedeutung des Grundsatzes der Rechtsstaatlichkeit (Artikel 2 EUV) und des daraus abgeleiteten Grundsatzes der Rechtssicherheit. Ähnlich der begrifflichen Bedeutung der Normenklarheit (englisch normative clarity / französisch clarté normative) und Normenbestimmtheit fordert der Gerichtshof klare und bestimmte Rechtsvorschriften ein. Indem den EU-Mitgliedstaaten die Umsetzung von Unionsrecht, namentlich EU-Richtlinien, unter Beachtung des Auslegungsmonopols des EuGH (Art. 267 AEUV) zufällt, haben die innerstaatlichen Rechtsvorschriften und gleichermaßen deren Auslegung durch die nationalen Fachgerichte den vom EuGH dekretierten Anforderungen an „Normenklarheit“ zu genügen.
Soweit der EuGH die horizontale Direktwirkung von Charta-Grundrechten annimmt und Rechtsansprüche ableitet, erscheint seine Argumentationsführung für das anspruchsbegründende Rechtskonstrukt mitunter nicht klar, wenn er – wie in Art. 31 Abs. 2 GRC zum Erwerb des Urlaubsanspruchs durch Krankheitstage – mit vagen Verweisungen argumentiert. Soweit es um die Implementation des Unions- in nationales Recht geht, trifft allerdings die Pflicht zur Schaffung normenklarer Vorschriften die Mitgliedstaaten. An die verbindlichen Anforderungen des Gerichtshofs gebunden, dürfen sie insbesondere einer Richtlinienvorschrift, die – indem sie für die Umsetzung in nationales Recht eine bestimmte normenhierarchische Ebene, nämlich die rechtsschutzfreundliche Harmonisierungswirkung von innerstaatlichen Rechtsnormen vorgibt, und damit das Subsidiaritätsprinzip (Art. 5 Abs.3 EUV) konkretisiert – keinen hybriden Charakter beimessen und eine individualrechtliche Praxis durchwinken, weil diese sich an der richtlinien- und rechtsprechungsgetreuen Umsetzung von EuGH-Vorgaben orientiert (EuGH 10.05.2001 - C-144/99 Kommission/Niederlande – Rn. 21, SchlA GA Tizzano 23.01.2001- C-144/99 - Rn. 35, BVerwG 15.12.2016 - 2 C 31.15 - Rn. 13 unter Hinweis auf BVerfG 13. September 2005 - 2 BvF 2/03 -). Der Gerichtshof pflegt daher durchweg klarzustellen, dass das gesetzgeberische Umsetzungsdefizit nicht durch unionsrechtskonforme Rechtsfortbildung überwunden werden könne (EuGH 03.032011- C‑50/09 Kommission / Irland - Rn. 46 f. , EuGH 30.01.1985 - Rs.143/83 Kommission / Denmark - Rn. 8/10, EuGH 21.10.2010 - C-227/09 Accardo - Rn. 55, EuGH 07.10.2019 - C- 171/18 Safeway – Rn. 25, vgl. EuGH 22.02.2022 - C-160/20 Stichting Rookpreventie Jeugd - Rn. 45). Diese Rechtsprechung scheint grundsätzlich den Ausweg der „rechtsfortbildenden Auslegung“ oder des „Anwendungsvorrangs des Unionsrechts“, das „Hineinlesen der vom EuGH verbindlich formulierten unionsrechtlichen Erfordernisse in die betroffene Norm“ (BFH 13.09.2023 - I B 11/22 - Rn. 22) zu versperren, wenn eine Richtlinie die Durchführung von Unionsrecht in „einzelstaatliche Rechtsvorschriften“ (z. B. in Art. 7 Abs. 1 RL 2003/88 oder u. a. in Art. 2 Abs. 4 b RL 2003/88 pp. „in Tarifverträgen oder Vereinbarungen zwischen den Sozialpartnern“) vorschreibt und hiervon die Wirkung im horizontalen Verhältnis zwischen Privatrechtsträgern abhängig macht.
Sind die Mitgliedstaaten säumig, unionsrechtliche Vorgaben in ihren Rechtsvorschriften umzusetzen und scheitert eine „unionsrechtskonforme“ Auslegung bestehender Vorschriften im Sinne der EuGH-Vorgaben an der evidenten Unklarheit, Lückenhaftig- und Widersprüchlichkeit des innerstaatlichen Rechts, pflegt der Unionsgerichtshof an die Staatshaftung des umsetzungsträgen Gesetzgebers zu erinnern (EuGH 30.04. 2025 - C‑630/23 AxFina Hungary – Rn. 90, EuGH 21.12, 2023 - ‑38/21 BMW Bank – Rn. 229, EuGH 22.12.2022 - C-61/21 Ministre de la Transition écologique - Rn. 43 ff.).
Dass in der mitgliedstaatlichen Rechtspraxis trotz normenklar hierarchisch gebotenen „einzelstaatlichen Rechtsvorschriften“ zu unionsrechtskonformer Rechtsfortbildung tendiert wird, ist nicht selten der Realität gesetzgeberischer Untätigkeit und dem Bedürfnis des Rechtsverkehrs nach Anpassung des nationalen Rechts an unionsrechtlich vermittelte Rechtspositionen geschuldet. Die praktische Bedeutsamkeit der insoweit hergestellten Konformität ergibt sich daraus, dass der EuGH selbst die Transformation des ausgelegten Unionsrechts in nationales Recht nicht nachkontrolliert (EuGH 06.10.2021 - C 561/19 Consorzio Italian Management e Catania Multiservizi - Rn. 50) und dass nach deutschem Verfassungsrecht eine letztinstanzliche Gesetzesauslegung der nationalen Fachgerichtsbarkeit so lange hinzunehmen ist, bis sie nicht mehr verständlich erscheint und offensichtlich unhaltbar ist (BVerfG 08.11.2023 - 2 BvR 1079/20 - Rn. 66-68).